# 野山広
野山 広（のやま ひろし）は日本の日本語教育学者。2022年から国立国語研究所研究系准教授。早稲田大学大学院文学研究科で学んだ後、文化庁文化部国語課等を経て現職。他、多文化社会専門職機構代表理事、移民政策学会常任理事、基礎教育保障学会副会長、異文化間教育学会理事、日本学術振興会審査委員（審査第二部会第02090小委員会、平成30年、平成31年）、定住外国人の子どもの教育等に関する政策懇談会委員等歴任。
2019年から江戸川総合人生大学国際コミュニティ学科学科長。
2017年日本語教育学会学会活動貢献賞受賞。
長崎県五島列島（奈良尾）生まれ。

## 研究内容
野山らは日本でおよそ70年振りとなる全国規模の識字調査を行うことを目指して、2022年に試行調査を行った。

## 研究不正
野山は2022年に論文等13編における盗用を認定され、日本学術振興会から研究経費返還と研究資金交付停止の処分を受けた。

## 著書

### 共著・分担執筆
- 『日本語学習者コーパスI-JAS入門 研究・教育にどう使うか』、くろしお出版、2020年
- 『対話とプロフィシェンシー : コミュニケーション能力の広がりと高まりをめざして プロフィシェンシーを育てる2』、凡人社、2012年
- 『日本語が話せないお友だちを迎えて 国際化する教育現場からのQ&A』、くろしお出版、2010年
- 『日本語教育の過去・現在・未来 第1巻』、凡人社、2009年
- 『外国人住民への言語サービス 地域社会・自治体は多言語社会をどう迎えるか』、明石書店、2007年